# Russische volleybalploeg (vrouwen)
De Russische volleybalploeg bij de vrouwen is een van de sterkste nationale volleybalteams ter wereld. De dames van Rusland wonnen op de Olympische Spelen twee zilveren medailles. In 2006 won het team het wereldkampioenschap dat in Japan werd gehouden. Op alle grote toernooien heeft het land ooit de gouden medaille behaald.

## Selectie

### Olympische Spelen 2008
| No. | Naam                       | Club                             | Land |
| --- | -------------------------- | -------------------------------- | ---- |
| 1   | Maria Borodakova-Borisenko | ŽVK Dinamo Moskou                | RUS  |
| 3   | Natalia Alimova            | Leningradka                      | RUS  |
| 4   | Olga Fateeva               | Zarechie-Odintsovo               | RUS  |
| 5   | Lioubov Kılıç              | Zarechie-Odintsovo               | RUS  |
| 6   | Elena Godina               | ŽVK Dinamo Moskou                | RUS  |
| 8   | Evgenya Estes              | Oeralotsjka-NTMK Jekaterinenburg | RUS  |
| 11  | Ekaterina Gamova           | Fakel Novy Urengoy               | RUS  |
| 12  | Marina Sheshenina          | Oeralotsjka-NTMK Jekaterinenburg | RUS  |
| 14  | Ekaterina Kabeshova        | ŽVK Dinamo Moskou                | RUS  |
| 15  | Alexandra Pasynkova        | Oeralotsjka-NTMK Jekaterinenburg | RUS  |
| 16  | Yulia Merkulova            | Zarechie-Odintsovo               | RUS  |
| 18  | Marina Akulova             | Samorodok Chabarovsk             | RUS  |